# Oreopsyche gondebautella
Oreopsyche gondebautella är en fjärilsart som beskrevs av Milliére 1863. Oreopsyche gondebautella ingår i släktet Oreopsyche och familjen säckspinnare. Inga underarter finns listade i Catalogue of Life.